# 1.ª Escuadra Especial (Armada Imperial Japonesa)
El 1.ª Escuadra Especial (enero de 1917 - octubre de 1918) fue una flota de la Armada Imperial Japonesa. De acuerdo con la Alianza anglo-japonesa, la flota ayudaría a defender Australia y Nueva Zelanda, así como a la navegación aliada en los océanos Pacífico e Índico durante la Primera Guerra Mundial.

## Antecedentes
Artículo principal: Armada Imperial Japonesa en la Primera Guerra Mundial
Al estallar la guerra, la Armada Real Australiana contaba con 3.800 efectivos y constaba de dieciséis barcos, incluido el crucero de batalla clase Indefatigable Australia, los cruceros ligeros Sydney y Melbourne, los destructores Parramatta, Yarra y Warrego, y los submarinos AE1 y AE2. Se estaban construyendo otro crucero ligero (Brisbane) y tres destructores, y también se mantenía una pequeña flota de barcos auxiliares.
Después de que la Escuadra de Asia Oriental de la Marina Imperial Alemana fuera destruida a principios de la guerra, la mayoría de los barcos de la RAN fueron reasignados a los teatros europeos, dejando a Australia y Nueva Zelanda expuestas a los invasores mercantes alemanes que operaban en el Pacífico. El gobierno australiano solicitó la ayuda del Almirantazgo británico, ya que los buques de guerra restantes no podían proteger la región de manera efectiva. Estas solicitudes sugirieron que se desplegaran barcos de la Armada de los Estados Unidos para complementar las fuerzas en aguas australianas, pero en cambio, el Almirantazgo se puso en contacto con Japón y negoció el envío de varios barcos a Australia.

## 1.ª Escuadra Especial
En enero de 1917, Japón creó la 1.ª Escuadra Especial, formada por varios cruceros apoyados por la 2.ª División de Destructores. Se les asignó la tarea de defender el estrecho de Malaca y el tráfico marítimo desde Australia a Adén. Para brindar más cobertura, la Armada japonesa formó la 3.ª Escuadra Especial el 26 de marzo de 1917 para defender la costa este de Australia y Nueva Zelanda. Con la captura y el hundimiento de los invasores alemanes, disminuyó la presión contra la navegación aliada y, después de diciembre de 1917, se disolvió la 3.ª Escuadra Especial y se amplió el área operativa de la 1.ª Escuadra Especial para incluir la costa este de Australia y Nueva Zelanda. La defensa de Australia, Nueva Zelanda y de las rutas marítimas indias por parte de barcos japoneses continuó hasta octubre de 1918.

### Buques del 1.ª Escuadra Especial

#### Cruceros
| Nombre   | Kanji | Imagen | Botado                  | Tipo          |
| -------- | ----- | ------ | ----------------------- | ------------- |
| Yahagi   | 矢矧  |        | 3 de octubre de 1911    | Clase Chikuma |
| Tsushima | 対馬  |        | 15 de diciembre de 1902 | Clase Niitaka |
| Niitaka  | 新高  |        | 15 de noviembre de 1902 | Clase Niitaka |

#### 2.ª División de Destructores
| Nombre     | Kanji | Imagen  | Botado                  | Tipo           |
| ---------- | ----- | ------- | ----------------------- | -------------- |
| Kamikaze   | 神風  | [ A 1 ] | 15 de julio de 1905     | Clase Kamikaze |
| Kisaragi   | 如月  | [ A 1 ] | 6 de septiembre de 1905 | Clase Kamikaze |
| Hatsushimo | 初霜  | —       | 13 de mayo de 1905      | Clase Kamikaze |
| Hibiki     | 響    | —       | 31 de marzo de 1906     | Clase Kamikaze |